# ロバート・ミドルトン
ロバート・ミドルトン（Robert Middleton, 1911年5月13日 - 1977年6月14日）は、アメリカ合衆国の俳優。

## 来歴
オハイオ州シンシナティで生まれたミドルトンは、大学卒業後独特の低く甘美な声を生かしラジオアナウンサーとして働いていた。その後、ブロードウェイで俳優として活動を始め、1951年からはTVドラマにも出演し、1954年に『銀の盃』で映画デビュー。以来テレビや映画などに多く出演し、主に悪役として活躍した。
1977年にうっ血性心不全により66歳で死去した。

## 主な出演作品

### 映画
- 銀の盃 The Silver Chalice (1954)
- アメリカの戦慄 Trial (1955)
- ダニー・ケイの黒いキツネ The Court Jester (1955)
- 必死の逃亡者 - The Desperate Hours (1955) - キネマ旬報ベスト・テン 第2位
- 暴力団 The Big Combo (1955)
- 誇り高き男 The Proud Ones (1956)
- ボスを倒せ! Red Sundown (1956)
- やさしく愛して Love Me Tender (1956)
- 友情ある説得 Friendly Persuasion (1956)
- 翼に賭ける命 The Tarnished Angels (1957)
- ロンリーマン The Lonely Man (1957)
- ゴーストタウンの決斗 The Law and Jake Wade (1958)
- 底抜け船を見棄てるナ Don't Give Up the Ship (1959)
- 果てしなき夢 Career (1959)
- 荒野の逃亡者 Hell Bent for Leather (1960)
- おとぼけ先生 The Great Impostor (1961)
- セブンセントの決闘 Gold of the Seven Saints (1961)
- 決闘ブラックヒル Cattle King (1963)
- 踊れ!サーフィン For Those Who Think Young (1964)
- テキサスの五人の仲間 - A Big Hand for the Little Lady (1966)
- テキサス魂 The Cheyenne Social Club (1970)
- ジュリアノ・ジェンマのくたばれカポネ Anche gli angeli mangiano fagioli (1973)

### TV
- ローハイド Rawhide (1963-65)
- バークにまかせろ Burke's Law (1965-66)
- 0088/ワイルド・ウエスト The Wild Wild West (1966)
- 殺し屋株式会社 Company of Killers (1971)
- スパイ大作戦<脱出請負業> Mission: Impossible (1972)
- 刑事コロンボ<意識の下の映像> Columbo: Double Exposure (1973)
- 青い接触 The Harrad Experiment (1973)
- 警部マクロード McCloud (1973)